# Viknîna, Haivoron
Viknîna (în ucraineană Вікнина) este o comună în raionul Haivoron, regiunea Kirovohrad, Ucraina, formată numai din satul de reședință.

## Demografie
Componența lingvistică a comunei Viknîna
     Ucraineană (98,17%)
     Rusă (1,72%)
     Alte limbi (0,11%)
Conform recensământului din 2001, majoritatea populației comunei Viknîna era vorbitoare de ucraineană (98,17%), existând în minoritate și vorbitori de rusă (1,72%).